# Niclas Lindberg
Niclas Lindberg, född 1969 i Österhaninge församling, Haninge kommun, är en svensk politiker och biblioteks- och kulturchef.   
Sedan 2014 är Lindberg på Regeringens uppdrag ledamot av Svenska Unescorådet, och sedan 2018 även vice ordförande för Svenska Unescorådet. Mellan 2015 och 2017 var han ordförande för dess Kommunikationsutskott. 2015 blev Lindberg utsedd till Sveriges representant i rådet för Unescos Information for All Programme (IFAP). 2015-2017 var Lindberg ledamot av  Standing Committe for IFLA Management of Library Association Section (MLAS). Mellan 2005 och 2016 var Lindberg generalsekreterare i Svensk Biblioteksförening.   
2015-2018 var Lindberg ordförande för fotbollsklubben IFK Haninge. Han har tidigare varit vice ordförande för Riksförbundet Attentions lokalförening i Haninge.    
2016 till 2019 var Lindberg stadsbibliotekarie och bibliotekschef för Västerås stadsbibliotek. 2019 blev han kulturchef i Västerås stad. I och med en omorganisation inom Västerås stad som innebar att verksamhetsområdet kultur delades i två nya verksamhetsområden blev Lindberg verksamhetschef för Bibliotek och Evenemang.
Lindberg har läst vid Stockholms universitet och Blekinge Tekniska Högskola. Han var biblioteks- och kulturchef i Haninge kommun 1999-2004. Tidigare arbeten har varit inom Föreningsbankskoncernen och på olika chefsbefattningar i Haninge och Huddinge kommuner. 
I Haninge kommun satt Lindberg i skolstyrelsen 1989-1991 och blev 2011 vice ordförande i Äldrenämnden, ledamot av Kommunstyrelsen och kommunfullmäktige, representerande socialdemokraterna. Lindberg var 1999-2002 vice ordförande i Tornbergets fastighetsförvaltnings AB. Sedan 2015 är han ordförande för det allmännyttiga bostadsbolaget Haninge Bostäder AB, där han tidigare också varit vice ordförande i bolagsstyrelsen. Lindberg har under en period suttit i styrelsen för BTJ AB. 
2002-2004 var Lindberg ledamot (S) av Sveriges riksdag, ledamot av lagutskottet samt suppleant i kulturutskottet och justitieutskottet. Statliga uppdrag i övrigt har varit ordförande i Södertörns polisnämnd 1995-1998, ledamot av polisstyrelsen i Stockholms län 1999-2002 samt nu avslutade uppdrag som medlem av Hälso- och sjukvårdens ansvarsnämnd och som ledamot av referensgruppen för Beredningen för rättsväsendets utveckling.